# 湯恩伯
湯 恩伯（とう おんはく、1899年9月20日（光緒25年8月16日） - 1954年（民国43年）6月19日）は、中華民国の軍人。国民革命軍の軍人として様々な戦役で活躍、高級指揮官となったが、日中戦争・国共内戦では多くの惨敗を喫している。最終階級は中華民国陸軍二級上将。旧名は克勤。

## 事跡

### 陳儀との師弟関係
初めは旧学を学び、1916年（民国5年）に浙江省立第七中学に入学した。しかし、まもなく杭州体育専科学校に転じ、1920年（民国9年）に卒業して浙江軍に加入した。
その後、湯恩伯は日本に留学し、1922年3月、明治大学法科に入学している。1924年（民国13年）、資金不足もあって帰国したが、浙江軍第1師師長陳儀から資金援助を受けることができた。再度留学した湯は大日本帝国陸軍士官学校第18期砲兵科に入学し、1927年夏に卒業している。この経緯もあって、湯は陳を恩師として崇めることになった。
帰国後の湯恩伯はやはり陳儀の推挙もあって、浙江軍で少校参謀に昇進する。1928年（民国17年）末には、中央陸軍軍官学校で軍事教官に任ぜられ、第6期上校大隊長となった。このとき、湯は歩兵連隊の操典教材を執筆し、教育長の張治中からその内容を高く評価されている。1930年（民国19年）、中原大戦には教導師第1旅少将旅長として参戦している。戦後に第4師副師長兼第18旅旅長に昇進した。

### 共産党掃討と日中戦争初期の活躍

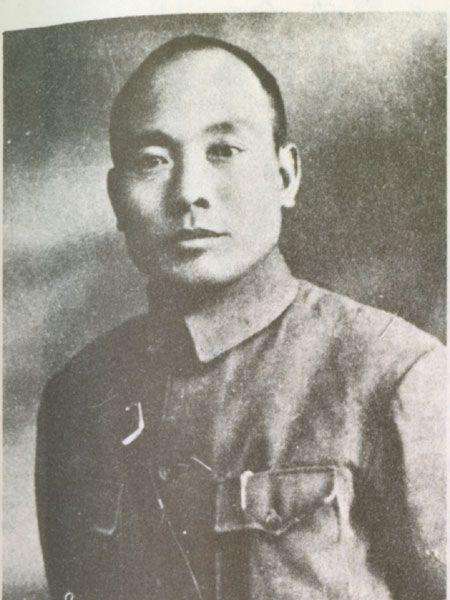
湯恩伯別影

その後、湯恩伯は中国共産党（紅軍）討伐に参加し、軍功により第2師師長に昇進した。しかし、1932年（民国21年)春の第3次掃討では大敗を喫し、一時解職処分を被っている。それでもまもなく第89師師長として復帰し、第5次掃討では第10縦隊指揮官として、紅軍を長征に追い込む上で軍功があった。長征でも紅軍の追撃を担当し、1935年（民国24年）に13軍軍長に昇進、さらに陝西剿匪弁事処主任に任ぜられた。翌1936年（民国25年）11月、綏遠省政府主席兼第59軍軍長の傅作義が蒙古軍を迎撃した際には、湯も傅の支援に回り、その勝利に貢献している（綏遠事件）。
日中戦争が勃発すると、湯恩伯率いる第13軍は傅作義率いる第7集団軍に編入される。湯は要害として知られる昌平南口鎮を守備し、日本軍と激戦を展開した。1937年（民国26年）9月、湯は第20軍団司令に昇進し3個軍を率いることになる。翌1938年（民国27年）、第20軍団は第5戦区に編入され、徐州外囲で日本軍を迎撃、後の台児荘の戦いの勝利に貢献した。

### 河南での大惨敗
同年6月、湯恩伯は軍功を評価されて第31集団軍総司令に昇進し、鄭州以南の鉄道沿線地域を守備した。武漢会戦でも大別山に布陣して日本軍を迎撃している。その後、湯の第31集団軍は河南省に戻り、葉県に総司令部を置いた。1941年（民国31年）には魯蘇皖豫四省辺区委員会主任を兼任し、翌1942年（民国31年）1月には第1戦区副司令長官兼四省辺区総司令にまで昇進している。これにより強大な権力を手中にした湯恩伯は、軍を次々と拡充して40万の兵力を擁し、「中原王」と称されるまでに至った。
しかし、湯恩伯は拡充した大軍を維持するために河南省の住民から過酷な収奪を展開し、怨嗟や憎悪を被ることになる。湯の余りの拙劣な統治は、親友の戴笠にすら危惧を抱かれるほどであった。そして1944年（民国33年）4月、日本軍12万は河南省へ向けて侵攻を開始する（大陸打通作戦、豫湘桂会戦）。この時に湯は40万の兵力を擁していたが、配置は粗雑であり、軍の質も玉石混交であった。日本軍の攻勢に湯は全く対応できず、僅か38日で河南省全省を失陥してしまう。慌てふためいた湯は、軍服を脱ぎ捨て炊事夫に変装し、やっとのことで脱出した。
あまりにも呆気ない戦線崩壊を招いた湯恩伯は、朝野からの激しい非難を浴び、軍法で処断せよとの声が多く上がった。しかし蔣介石の庇護を受けた湯は罪を問われず、解職のみに留められている。1945年（民国34年）2月、湯は第3方面軍総司令として復帰した。5月には広西省入りし、張発奎と協力して桂林奪回を行っている。

### 国共内戦での不振と金門での一矢
戦後、湯恩伯は上海で日本軍の降伏受諾事務を担当し、京滬衛戍司令兼第1戦区綏靖司令に任ぜられた。国共内戦が開始されると、陸軍副総司令兼南京衛戍司令官に昇進し、12万の兵力で蘇中解放区を攻撃している。1947年（民国36年）3月、第1兵団司令に任ぜられ山東省の解放区を攻撃した。しかし精鋭部隊である張霊甫率いる第74師を孟良崮の戦いで失うなど、またしても指揮で大失態を犯し、責任をとらされて解職処分を受けている。1948年（民国37年）春、徐州綏靖主任として復帰したが、淮海戦役で指揮下の軍を殲滅されてしまった。
1949年（民国38年）1月、湯恩伯は京滬杭警備総司令に任ぜられ、長江を盾にして首都防衛の任にあたる。このとき、浙江省政府主席の地位にあった陳儀から共産党への内応を密かに持ちかけられた。湯は直ちにこれを蔣介石に通報し、翌月に陳は罷免、逮捕されている。4月21日から中国人民解放軍が長江渡河を開始すると、呆気なく湯は防衛線を破られ、3日目には南京を失陥する。その後も人民解放軍の進撃には為す術も無く、5月下旬に湯は廈門へ逃走、そこで廈門綏靖総司令に改めて任ぜられた。9月、廈門も失陥し、大陸を追われて金門島に拠らざるを得なくなる。
10月24日、人民解放軍が金門島への上陸を開始すると、湯恩伯は蔣介石に金門島放棄の許可を電報で求めた。しかし蔣は許さず、軍事顧問の根本博を派遣し固守を命じる。湯は懸命に反撃し、空軍の援護と人民解放軍側の準備不足もあって、辛うじて金門の死守に成功した。ところが当初の金門放棄姿勢が蔣の不興を買い、台湾遷都後の湯は軍指揮権を剥奪され、僅かに総統府戦略顧問の地位しか与えられなかった。
1954年（民国43年）5月、湯恩伯は病気療養のために日本に渡ったが、6月19日にそのまま東京都新宿区で死去した。享年56（満54歳）。